# غزتشات
غزتشات (بالفارسية: گزچات) هي قرية تقع في قسم نغور الريفي (مقاطعة تشابهار) في إيران. يقدر عدد سكانها بـ 84 نسمة بحسب إحصاء 2016.